# Rogerio Brizola Damasceno
Rogério Brizola Damasceno, dit Rogério, est un joueur franco-brésilien de volley-ball né le 10 novembre 1979 à São Paulo la capital de l'état de São Paulo. Il mesure 1,99 m et joue central. Sa carrière professionnelle s'étend sur 20 ans, dont 14 ans en France, et il évolue en France depuis 2006. Il a remporté le titre de champion de France de la Ligue B en 2008, 2010, 2015 et 2017.
La Transition vers l’Entraînement
2017: Inspiré par sa carrière de joueur, il a commencé sa carrière d’entraîneur, cherchant à transmettre ses connaissances et son amour pour le volley-ball.
Stade poitevin volley beach (2019): Son passage avec l’équipe professionnelle de Poitiers a été une période d’apprentissage intense, où il a pu mettre en pratique ses compétences tactiques.
Depuis 2022 Entraîneur à Ajaccio, responsable du centre de formation où il s’engage à développer les talents des joueurs et à atteindre les objectifs collectifs.

## Clubs
| Club                                   | Pays      | De   | À    |
| -------------------------------------- | --------- | ---- | ---- |
| CS Monteros                            | Argentine | 1999 | 2000 |
| Blumenau Bungue Barão                  | Brésil    | 2000 | 2001 |
| Castelo da Maia Ginasio Clube          | Portugal  | 2004 | 2005 |
| CA Amaraçan Santo André                | Brésil    | 2005 | 2006 |
| Dunkerque Dunes de Flandre Volley-Ball | France    | 2006 | 2007 |
| Club Alès CVB                          | France    | 2007 | 2010 |
| Narbonne Volley                        | France    | 2010 | 2013 |
| Stade poitevin volley beach            | France    | 2013 | 2015 |
| Tourcoing Lille Métropole Volley-Ball  | France    | 2015 | 2017 |

## Palmarès
- Championnat de France Pro B
  - Champion : 2008
- Championnat de France Pro B
  - Vainqueur de Play Off : 2011
- Championnat de France Ligue A
  - Demi-finale : 2013
- Coupe de France
  - Demi-finale : 2013
- Championnat de France Pro B
  - Ascension en Ligue A : 2015
- Championnat de France Pro B
  - Champion : 2017